# Pachataxa lithistina
Pachataxa lithistina är en svampdjursart som först beskrevs av Schmidt 1880.  Pachataxa lithistina ingår i släktet Pachataxa och familjen Calthropellidae.
Artens utbredningsområde är Mexikanska golfen. Inga underarter finns listade i Catalogue of Life.